# Schegge (programma televisivo)
Schegge era una striscia televisiva notturna di Rai 3, ideata e realizzata con materiali d'archivio dal gruppo creativo di Blob, in particolare da Filippo Porcelli, sotto la direzione degli autori storici Enrico Ghezzi e Marco Giusti.
Solitamente trasmessa nella fascia notturna all'interno del palinsesto di Fuori orario. Cose (mai) viste, talvolta assurgeva alla prima serata, sostituendo Blob o venendone citata.

## Il programma
La trasmissione, che ha origine nel 1988, muoveva i suoi passi nell'ambito della riproposizione in video di filmati di repertorio tratti dagli archivi della Rai, in un'epoca nella quale non c'erano ancora le Rai Teche come le conosciamo oggi e i materiali televisivi erano confinati nell'archivio della tv pubblica. Nei sei anni di produzione del programma (le ultime puntate risalgono al 1995) vennero realizzati vari cicli: Schegge comiche, Schegge Jazz, Schegge sigle e titoli, Schegge Tv7, Schegge Eveline, Schegge olimpiadi e le Schegge del grande repertorio Rai .

### Schegge Jazz
Nel 1992 gli autori del programma decisero di mandare in onda una serie di concerti di celebri artisti jazz che facevano parte degli Archivi Rai (alcuni dei quali in replica), per questo la trasmissione fu rinominata Schegge Jazz. Tale formato curato da Sara Cipriani andò in onda in due cicli: il primo dal 31 agosto all'11 dicembre 1992 per 36 puntate, il secondo dal 19 giugno al 3 dicembre 1993 per 50 puntate.
Questi i principali artisti mostrati in performance dal vivo:
- Dal 31 agosto all'11 settembre 1992 dal lunedì al venerdì intorno alle 14:30[4]: Duke Ellington[4], Louis Armstrong[4], Oscar Peterson[4], Aretha Franklin[4], Gil Evans[4], Dizzy Gillespie[4], Miles Davis[4], Charles Mingus[4], McCoy Tyner[4] e Bill Evans[4].
- Dal 16 al 20 novembre 1992 alle 14:50[5]: Dave Brubeck (in performance dall'Aula Magna dell'Università di Roma nel 1959)[5], Miriam Makeba (in concerto dalla Bussola di Focette nel 1969)[5], Miles Davis (live a Roma nel 1982)[5], Mel Lewis e Bob Mintzer (performance del 1982)[5] e Chet Baker Quintet (dal Music Inn di Roma nel 1976)[5]
- All'interno della puntata di Fuori orario del 19 giugno 1993[6]: Steve Lacy (nel documentario Agenda diretto da Giuseppe Fizzarotti)[6], Gerry Mulligan[6], Chet Baker[6], Dave Brubeck[6], Oscar Peterson[6] ed Ella Fitzgerald[6].
- Dall'11 al 15 ottobre 1993 alle 14:50[7]: Gerry Mulligan (live del 1956)[7], Woody Shaw Quintet (esibizione al Music Inn del 1984)[7], Carla Bley Band (concerto a Castiglione del Lago del 1978)[7], Count Basie Alumni (dal Teatro Sistina nel 1980)[7], infine Julian Cannonball Adderley[7] e Art Blakey (dal vivo negli anni sessanta)[7].
- Puntata del 10 agosto 1994 ore 14:30[8]: Freddie Hubbard Quintet in una esibizione del 1982[8].